# Emil von Guttenberg

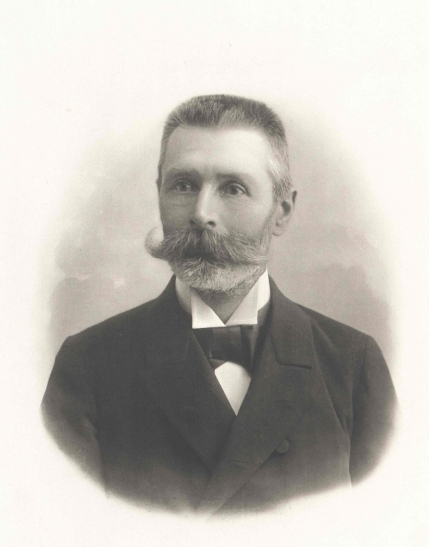
Emil von Guttenberg (ca. 1890)

Emil Freiherr von Guttenberg (* 4. Januar 1841 in Tamsweg, Österreich; † 30. Januar 1941 in Salzburg) war ein österreichischer General und Eisenbahnfachmann.

## Leben
Die Adelsfamilie Guttenberg stammte aus Württemberg. Der Sohn von Johann Ritter von Guttenberg, dem Leiter des Forstamtes in Tamsweg, absolvierte zuerst die Theresianische Militärakademie in Wiener Neustadt. Als junger Offizier nahm er an Schlachten in Solferino im Jahr 1859 und Königgrätz 1866 teil und war bei der Besetzung Bosniens 1878. Im Jahr 1876 wurde er dem neugegründeten Generalstab zugeteilt. Im Jahr 1884 wurde er Vorstand des Eisenbahnbureaus und 1888 Mitglied des Beirates der k.k. österreichischen Staatsbahnen. In diesem dem Präsidium der Generaldirektion beigestellten Beirat gewann er Einblick sowohl in das militärische als auch zivile Eisenbahnwesen und erlangte dabei auch großen Einfluss. Im Jahr 1894 wurde er Stellvertreter des Generalstabschefs und im Folgejahr Feldmarschallleutnant.
In den Jahren 1896 und 1897 war er der erste Minister des neu errichteten k.k. Eisenbahnministeriums im Kabinett Badeni. Die großen Pläne, wie die großräumige Verstaatlichung der zahlreichen großen Privatbahnen, konnte er nicht selbst durchführen. Großen Einfluss hatte er jedoch beim folgenden, durch den Staat forcierten strategischen Ausbau des Bahnnetzes. Auch für den Bau der Tauernbahn traf er die Vorarbeiten.
Freiherr von Guttenberg erhielt zahlreiche Auszeichnungen, wie den Titel Geheimrat.
1911 wurde Emil Ritter von Guttenberg Präsident der „Valbandon Erholungsheim- und Seebad Aktiengesellschaft“ (Valbandon in Istrien).
Der Bruder Emils war Adolf Ritter von Guttenberg (1839–1917), der Forstwirtschaft an der  Hochschule für Bodenkultur in Wien lehrte.

## Werke
- Die österreichisch-ungarischen Eisenbahnen, 1869
- Traincommunications- und Verpflegswesen vom operativen Standpunkt, 1871, gemeinsam mit Oberst Hugo Obauer